# Ливен, Софья Павловна
Светлейшая княжна Со́фья Па́вловна Ли́вен (1880—1964) — религиозный деятель, публицист, автор книги «Духовное пробуждение в России».

## Биография
Родилась в 1880 году в аристократической семье, где уже было четверо детей — две дочери и два сына (в том числе, Анатолий-Леонид).
Отец Софьи, Павел Иванович, умер в 1881 году вскоре после убийства царя Александра II, как считала сама София, «по всей вероятности вследствие потрясения от этого покушения и страшной смерти любимого монарха». По предсмертной воле отца, в семье осталась в качестве помощницы молодая воспитательница и учительница Наталия Владимировна Классовская.
Мать Софии, княгиня Н. Ф. Ливен, была хорошо знакома с лордом Редстоком и В. А. Пашковым, входила в круг евангельских христиан-пашковцев.
«Мой отец, лютеранин, смотрел на новое духовное течение с некоторой сдержанностью. Мать моя была православная. Когда она сказала отцу, что хочет на ближайшем евангельском собрании принять участие в преломлении хлеба, соответствующем церковному причастию, он предупредил её о возможности возбудить этим недовольство высших властей. Однако других препятствий он ей не ставил, а впоследствии и сам охотно посещал собрания, преклоняя колена со всеми молящимися», — отмечала С. П. Ливен.
После высылки из страны В. А. Пашкова собрания пашковцев, проходившие в его доме, были перенесены в дом семьи Ливен на Большой Морской, 43.
Мать Софии активно занималась благотворительностью и благовестием, будучи активным членом Петербургской общины евангельских христиан. В 14-летнем возрасте София пережила обращение.
В своей книге «Духовное пробуждение в России» С. П. Ливен вспоминала о своём рождении свыше:

Мы, будучи детьми верующей матери, воспитывались в вере и Слове Божием и считали себя овечками доброго Пастыря, Иисуса Христа. Окружённые любовью, под постоянным христианским влиянием и вдали от искушений внешнего мира, мы не имели случая впадать в грубые грехи, хотя о малых нечего и говорить, конечно, их было более чем достаточно. Благодаря этому, у нас, или вернее у меня, не было сознания греховности.
Однажды моя мать после молитвы задала мне непонятный вопрос: «Имеешь ли ты Духа Святого?» Мне в то время было около 14 лет. Я не смогла ей ответить, и надеялась, что мать больше не будет об этом спрашивать меня.
Всё же этот вопрос не давал мне покоя, и каждый вечер, когда перед сном я молилась одна, я просила Господа, чтобы Он мне открыл что такое Дух Божий, и если нужно Его получить, то просила дать мне Его. Целый год я ежедневно добавляла эту просьбу к моей молитве. Ответ пришёл неожиданный, и я лишь после уразумела связь происшедшего с моей молитвой.
Снова наступило лето, и мы опять оказались в деревне. В 15 лет у девочки уже начинают проявляться новые черты характера, иногда и некоторая строптивость. Нечто подобное, очевидно, заметила во мне и наша милейшая воспитательница Наталья Владимировна Классовская, так как она вызвала меня на «серьёзный разговор». Искреннее чадо Божие, она была и прекрасным педагогом. Она не преувеличивала моих ошибок, а точно называя их своими именами; этим она меня обезоружила, и так как оправдаться было нечем, это меня рассердило. На мои возбуждённые и раздражённые слова она спокойно ответила: «Я вообще не вижу в тебе христианского духа, так чадо Божие не поступает». Самолюбие, гордость и строптивость взбунтовались во мне, и я старалась оправдаться, но не могла. В это время вошла моя мать и, увидев моё возбуждённое состояние, предложила нам помолиться. Молитва моей матери меня подкосила. В детстве молишься легко и просто, часто повторяя одни и те же слова, не придавая им значения. А в этот миг я осознала, что моя мать действительно говорит Богу обо мне. Нужно было принять решение! Я знала, от меня ожидают, чтобы я сама попросила прощения сначала у Бога, а потом и у Натальи Владимировны. Всё моё существо восставало против этого, но благодать Божия взяла верх, и я покорилась. Только решившись встать на колени, я почувствовала всю глубину моей греховности, не в тех согрешениях, из-за которых меня позвали к ответу, но во всём моём существе. Вместе с этим я впервые оценила величие и милость жертвы Христовой на Голгофском кресте. К Богу великому и святому я не посмела бы приблизиться, но тут я увидела крест Христов, куда всякий грешник имеет право подойти со всей ношей своих грехов. Как только я начала молиться, вся тяжесть спала с меня, и я получила внутреннюю уверенность в том, что я прощена и принята Господом. После этого мне нетрудно было просить прощения у матери и у воспитательницы, и всё неузнаваемо переменилось. Моя мать тут же спросила меня, уверена ли я, что Господь меня простил, и я с радостью смогла ответить: «Да, я знаю!» — «Тогда встань ещё раз на колени и поблагодари Господа», — сказала мать. Так я и сделала. Моя мать поступила очень мудро. Высказанною благодарностью я как бы подписала мой союз с Господом, и путь к сомнению или отступлению был отрезан.

Это был решающий час моей жизни. Подобно стрелочнику на узловой станции железной дороги мне нужно было выбрать направление жизненного пути. Господь помог мне в этом, и теперь только оставалось пуститься в путь. Уверенность в прощении и в праве подходить к Богу свободно и просто как к Отцу по Слову Его: «Тем, которые приняли Его, верующим во имя Его, дал власть быть чадами Божиими» (Иоан. 1:12) дали мне совершенно новое миросозерцание. Всё это совершает Дух Святой в сердце того, кто приходит к Богу в покаянии и с верою в Слова Христа: «Приходящего ко Мне не изгоняю вон» (Иоан. 6:37). Это и есть рождение свыше, о котором говорил Иисус Никодиму в 3-й главе Евангелия от Иоанна. Тогда и Слово Божие становится ясным, понятным и интересным!— 
После обращения вместе с родными сестрами и баронессой Юлий Александровной Засс София взялась за организацию христианского молодежного кружка. В дальнейшем работала в русском студенческом христианском движении под руководством П. Николаи.
Эмигрировала в Париж. Затем переехала в Германию. Работала в издательстве «Свет на Востоке» (Корнталь, Германия). Скончалась в 1964 году. Похоронена в г. Корнталь.
На склоне лет София Павловна стала автором книги «Духовное пробуждение в России», которая содержит ценные исторические сведения о зарождении и развитии движения евангельских христиан.